# Apuntes de un loco ucraniano
Apuntes de un loco ucraniano (en ucraniano: Записки українського самашедшого) es la primera novela de la poeta ucraniana Lina Kostenko. Se publicó en 2010 y fue el primer libro nuevo de Kostenko en 20 años.
El libro muestra la política ucraniana y la vida cotidiana de los ucranianos de a pie a través del diario de un programador ucraniano de 35 años. El libro comienza de forma irónica y pesimista durante el final de la presidencia de Leonid Kuchma, y termina de forma optimista durante la Revolución Naranja.
El libro contiene la observación de que "todas las naciones sufren ciertas patologías; las de Rusia son incurables".
El libro se convirtió en un bestseller ucraniano, con unas 100 000 ventas en los seis primeros meses.

## Antecedentes
Lina Kostenko era famosa sobre todo como poeta, y este libro supuso su primera experiencia en el género de la novela en prosa. También fue su primer libro nuevo desde 1987 aproximadamente. Lina Kostenko estuvo escribiendo las Notas durante casi 10 años.
El diseño del libro es obra del artista Vladislav Yerko. La portada utiliza un cuadro del artista polaco Rafał Olbiński (Manon Pelleas et Melisande).
La primera edición salió a la venta el 17 de diciembre de 2010 y constaba de 10.000 ejemplares. Se agotó rápidamente, y la nueva edición apareció en las librerías el 18 de enero de 2011. En junio de 2011, la editorial calculaba que el total de ventas oficiales ascendía a 80 mil ejemplares, además de los 20 o 30 mil emitidos por piratas.
El libro incluye numerosas alusiones y citas directas de libros de Nikolái Gógol, y de El maestro y Margarita de Mijaíl Bulgákov. El propio nombre de la novela es una reminiscencia del Diario de un loco de Gógol.

## Resumen de la trama
La novela describe el período de la presidencia de Leonid Kuchma y la Revolución Naranja. El protagonista de la novela es un programador de 35 años. Conoció a su futura esposa durante las protestas estudiantiles de 1990 a favor de la independencia de Ucrania. Su padre, un famoso traductor y sixtier, tiene una nueva esposa y un joven hijo introvertido que aparece en la novela con el apodo de Teenager. La esposa del protagonista es lingüista y estudia a Nikolái Gógol. El hijo del protagonista estudia en la escuela y se hace amigo de su vecino Boris, hijo de un nuevo ucraniano.
El protagonista escribe las llamadas "Notas", donde lleva la cuenta de todas las catástrofes, asesinatos y escándalos, de los que se entera por las noticias. Así intenta canalizar sus emociones, describir su actitud ante el corrupto régimen de Kuchma y evitar caer en el cinismo más absoluto. Paralelamente, las notas reflejan la relación, a veces problemática, del protagonista con su mujer. Las notas comienzan en un tono irónico, pesimista, escéptico, incluso burlón, pero al final el tono cambia drásticamente, cuando el protagonista atraviesa los acontecimientos emocionalmente intensos de la Revolución Naranja.